# Jääsjärvi
Der Jääsjärvi ist ein See in den finnischen Landschaften Päijät-Häme und Mittelfinnland.
Der Jääsjärvi hat eine Fläche von 81,11 km² und liegt auf einer Höhe von 92,3 m.
Der See Suontee liegt im Einzugsgebiet des Jääsjärvi.
Der Ort Hartola liegt an seinem Südwestufer.
Über die Seen Joutsjärvi, Nuoramoisjärvi und Majutvesi fließt das Wasser des Jääsjärvi zum Päijänne ab. Somit liegt der See im Einzugsgebiet des Kymijoki.